# Nikolay Kiselyov
Nikolay Yakovlevich Kiselyov (gần 1913, Bashkiria — 1974, Moskva) — chính trị viên Liên Xô, sau là chỉ huy đội du kích «Người trả thù» ở Belarus, cứu sống 218 cư dân Do thái của làng Dolginovo, đưa họ ra khỏi chiến tuyến vào tháng 8 năm 1942.